# نوكس كاميرون
نوكس كاميرون (بالإنجليزية: Knox Cameron)‏ (17 سبتمبر 1983 بكينغستون في جامايكا - ) هو لاعب كرة قدم أمريكي في مركز الهجوم. شارك مع منتخب الولايات المتحدة تحت 20 سنة لكرة القدم. أما مع النوادي، فقد لعب مع كولومبوس كرو وFlint City Bucks ‏ وBrooklyn Knights ‏ وDetroit City FC ‏.

## وصلات خارجية
- نوكس كاميرون على موقع الدوري الأمريكي (الإنجليزية)
- نوكس كاميرون على موقع قاعدة بيانات كرة القدم.إي يو (الإنجليزية)